# Plaine du Kantō
Pour l’article homonyme, voir Région du Kantō.
La plaine du Kantō (関東平野, Kantō heiya) est une plaine du Japon située sur l'île de Honshū, entre les Alpes japonaises et la côte pacifique.

## Géographie
Elle est délimitée au sud, d'est en ouest, par la péninsule de Bōsō, la baie de Tokyo, la péninsule de Miura et la baie de Sagami.
À vocation agricole, elle comporte de nombreuses industries et villes dont une majorité de l'agglomération de Tokyo, hypercentre de la mégalopole japonaise. Traversée par de nombreux cours d'eau dont le fleuve Tone qui se jette dans l'océan au cap Inubō à Chōshi, elle a donné son nom à la région du Kantō dont la plaine représente 40 % de sa superficie.

## Histoire
La plaine fut le théâtre, le 1er septembre 1923, de l'un des séismes les plus destructeurs et meurtriers que l'archipel ait connu, faisant plus de 100 000 morts et détruisant une bonne partie de la ville de Tokyo.

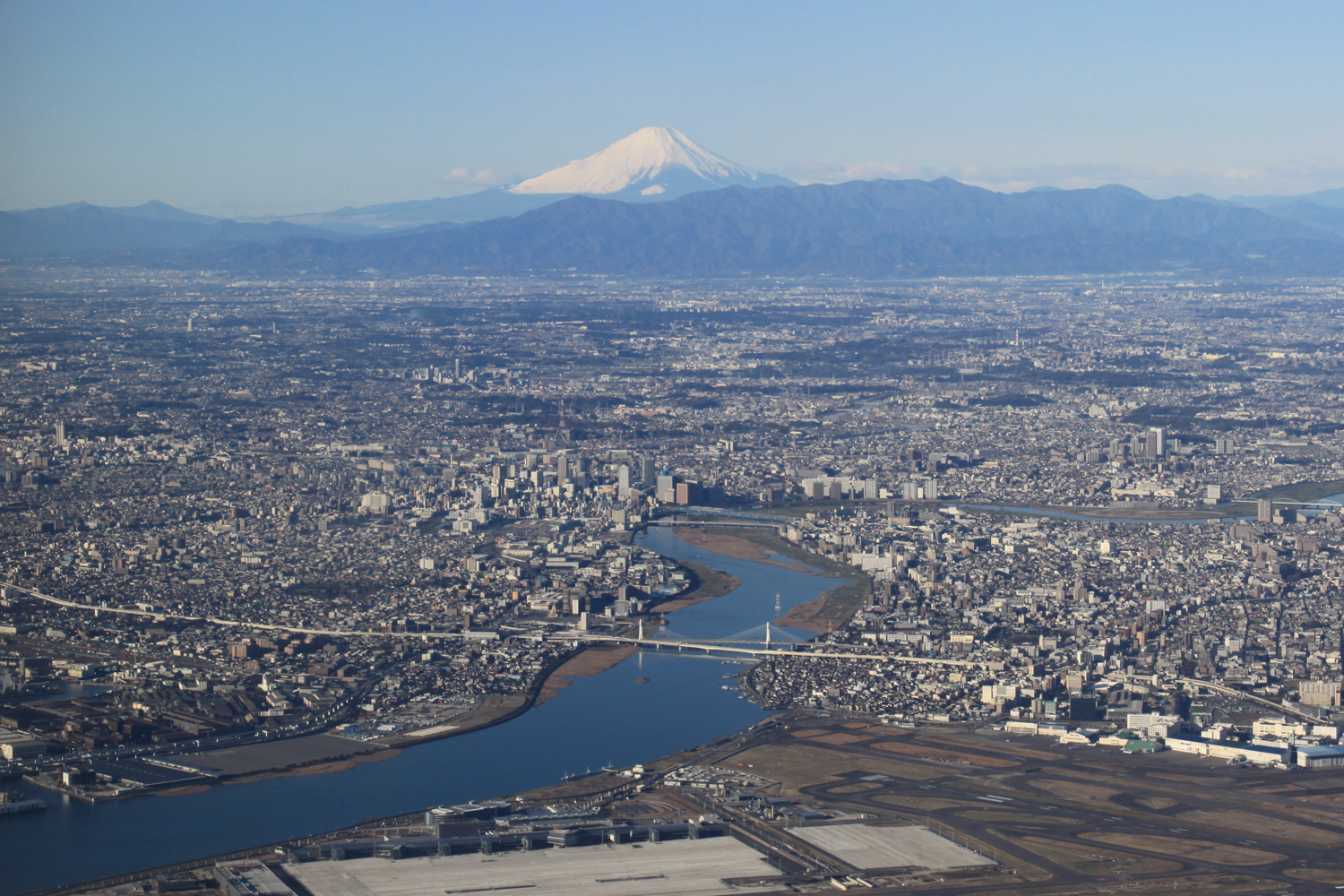
Vue aérienne de la plaine du Kantō au-dessus de Kawasaki dans le Grand Tokyo avec au loin les Alpes japonaises et le mont Fuji.

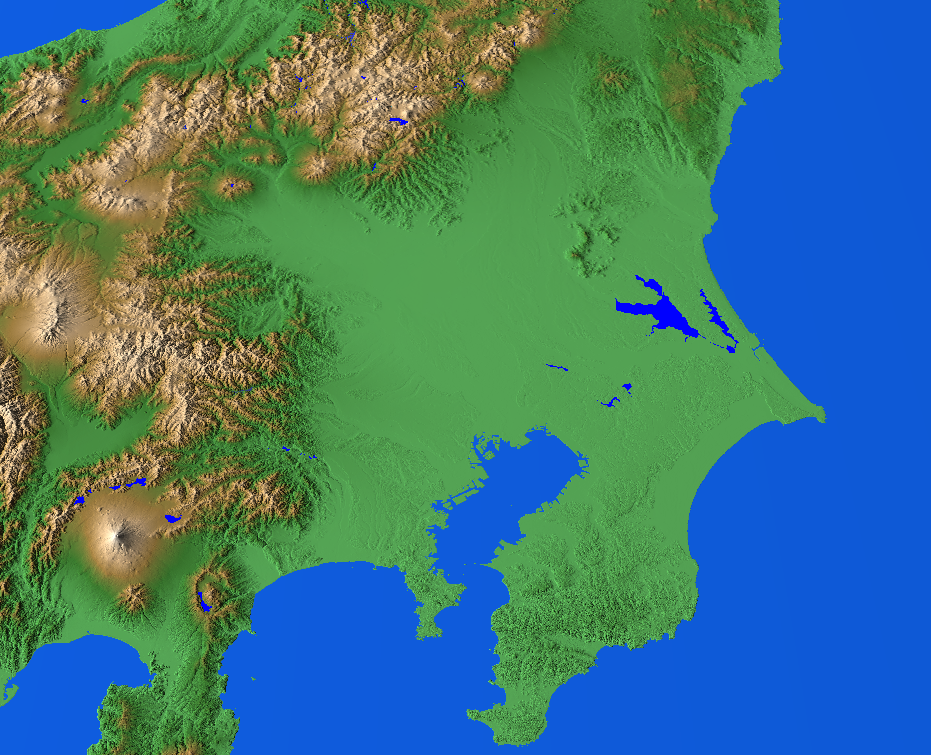
Carte topographique de la plaine du Kantō avec à l'ouest et au nord les Alpes japonaises et à l'est et au sud l'océan Pacifique.